# Anniviers
Anniviers és un municipi de Suïssa i del districte de Sierre, al cantó de Valais.

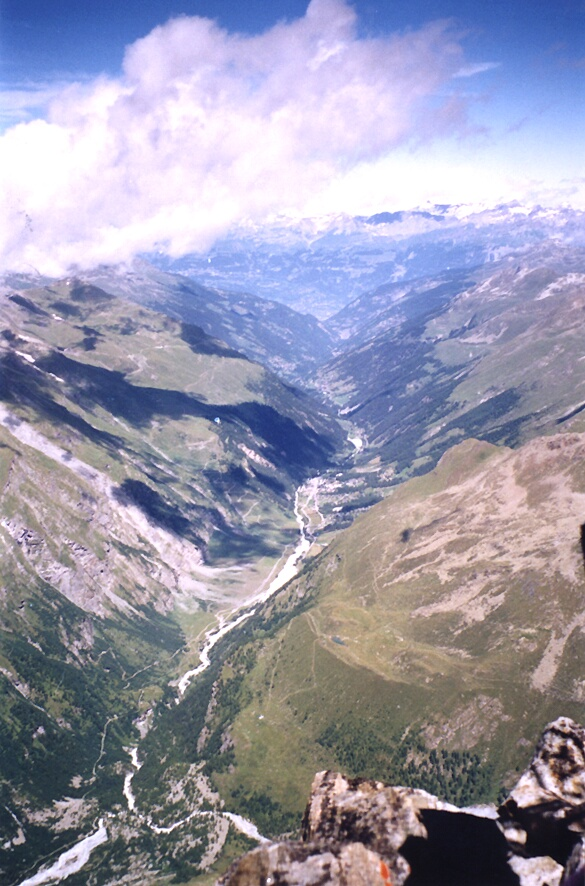
Vista de la Val d'Anniviers on se situa el municipi